# Märk-DNA
Märk-DNA är en stöldskyddsmärkning i form av en spårbar transparent märkvätska som distribueras i doser med unika koder som registreras i en internationell databas. Vätskan penslas eller sprayas på objekten det blir nästintill omöjligt att få bort den så fullständigt att det inte genom en laboratorieanalys går att identifiera koden. Märkningen är osynlig för blotta ögat men lyser upp kraftigt i belysning med UV-lampor.
Polisens samverkansprojekt med SmartDNA